# Закон малых чисел (психология)
«Закон малых чисел» — когнитивное искажение, связанное со склонностью преувеличивать вероятность того, что малая выборка точно отражает свойства генеральной совокупности — чем меньше объём выборки или чем реже проводятся измерения какого-либо параметра, тем выше вероятность отклонения результатов от ожидаемых.
Феномен изучен Амосом Тверски и Даниэлем Канеманом в 1971 году.
Закон малых чисел может исходить из заблуждений, связанных с законом больших чисел. Люди ошибочно полагают, что принцип, работающий при большом количестве наблюдений, также сработает и при рассмотрении малой выборки. Из закона малых чисел следуют ложные выводы, например, ошибка игрока.

## Примеры
При подбрасывании обычной монеты со сторонами орёл 10 раз выпала следующая комбинация лишь однажды выпал орёл и 9 раз решка; что выпадет при следующем броске:
- орёл или решка с равной вероятностью? — да, если монета справедливая, другими словами, при вероятности выпадения каждой из сторон монеты, равной 1/2;
- орёл? — да, если монета несправедливая и смещена в сторону орла;
- решка, потому что пора бы уже выпасть? — в этом случае возникает искажение — вера в ошибку игрока и «закон малых чисел»[2].

Проводится исследование, направленное на изучение, с какой из двух игрушек предпочтут играть младенцы. Из первых пяти обследованных младенцев четверо отдали предпочтение одной и той же игрушке. Многие психологи почувствуют некоторую уверенность в том, что нулевая гипотеза об отсутствии предпочтения ложна. Данный вывод будет сделан на основе «закона малых чисел» и являться неверным.